# Projekt 11711
Projekt 11711 (jinak též třída Ivan Gren) je třída výsadkových lodí ruského námořnictva. Nejprve byly v letech 2004–2020 postaveny dvě jednotky této třídy. Jejich konstrukce není považována za neúspěšnou, takže další jednotky nebyly objednány. Místo toho byly roku 2019 rozestavěny dvě další výsadkové lodě, které navzdory výrazně odlišné konstrukci nesou rovněž poznačení projekt 11711 (uváděn je i projekt 11711M). Jejich zařazení do služby je plánováno na roky 2023–2024. Obě plavidla mají sloužit v Tichooceánském loďstvu. Roku 2025 byla rozestavěná třetí jednotka projektu 11711M.

## Stavba
Původně byla plánována stavba šesti jednotek této třídy. Kýl prototypu byl založen v prosinci 2004, kvůli změnám požadavků námořnictva však byla konstrukce během stavby vícekrát upravována, což vedlo ke zdržením a na vodu byla loď spuštěna v květnu 2012. Zkoušky začaly roku 2016, tedy plných 12 let od začátku stavby.
V roce 2015 byly zveřejněny informace, že ruské námořnictvo sníží počet objednaných plavidel na dvě, aby ušetřené prostředky využilo na nákup výkonnějších domácích plavidel (projekt 23900), která by byla postavena náhradou za nedodaná plavidla třídy Mistral. Na sklonku roku 2015 bylo oznámeno, že prototypová jednotka bude do služby přijata počátkem roku 2016. To se však nepodařilo dodržet. V březnu 2018 bylo potvrzeno, že stavba třídy skončí po dokončení druhé jednotky. Prototypová jednotka byla do služby přijata v červnu 2018, tedy po 14 letech od zahájení stavby.
V roce 2019 však byly loděnicí Jantar v Kaliningradu rozestavěny dvě další výsadkové lodě Vasilij Trušin a Vladimir Andrejev, které rovněž nesou označení Projekt 11711, avšak jejich konstrukce se významně odlišuje (začalo pro ně být používáno označení projekt 11711M). Jejich projekt zpracovala Něvská strojírenská konstrukční kancelář. Zejména jsou plavidla výrazně větší, mají zcela přepracované zvětšené nástavby a rozšířené vrtulníkové kapacity. Model plavidla této zvětšené verze veřejnosti představen na veletrhu Armija-2021.
Jednotky projektu 11711:
| Jméno                | Kýl založen       | Spuštěna        | Vstup do služby   | Status    |
| -------------------- | ----------------- | --------------- | ----------------- | --------- |
| Ivan Gren (135)      | 23. prosinec 2004 | 18. květen 2012 | 20. června 2018   | aktivní   |
| Pjotr Morgunov (117) | 11. června 2015   | 25. května 2018 | 23. prosince 2020 | aktivní   |
| Vladimir Andrejev    | 23. dubna 2019    | 30. května 2025 | 2024 (plán)       | ve stavbě |
| Vasilij Trušin       | 23. dubna 2019    |                 | 2023 (plán)       | ve stavbě |
| Sergej Kabanov       | 8. července 2025  |                 |                   | ve stavbě |

## Konstrukce

### První série (Ivan GrenaPjotr Morgunov)

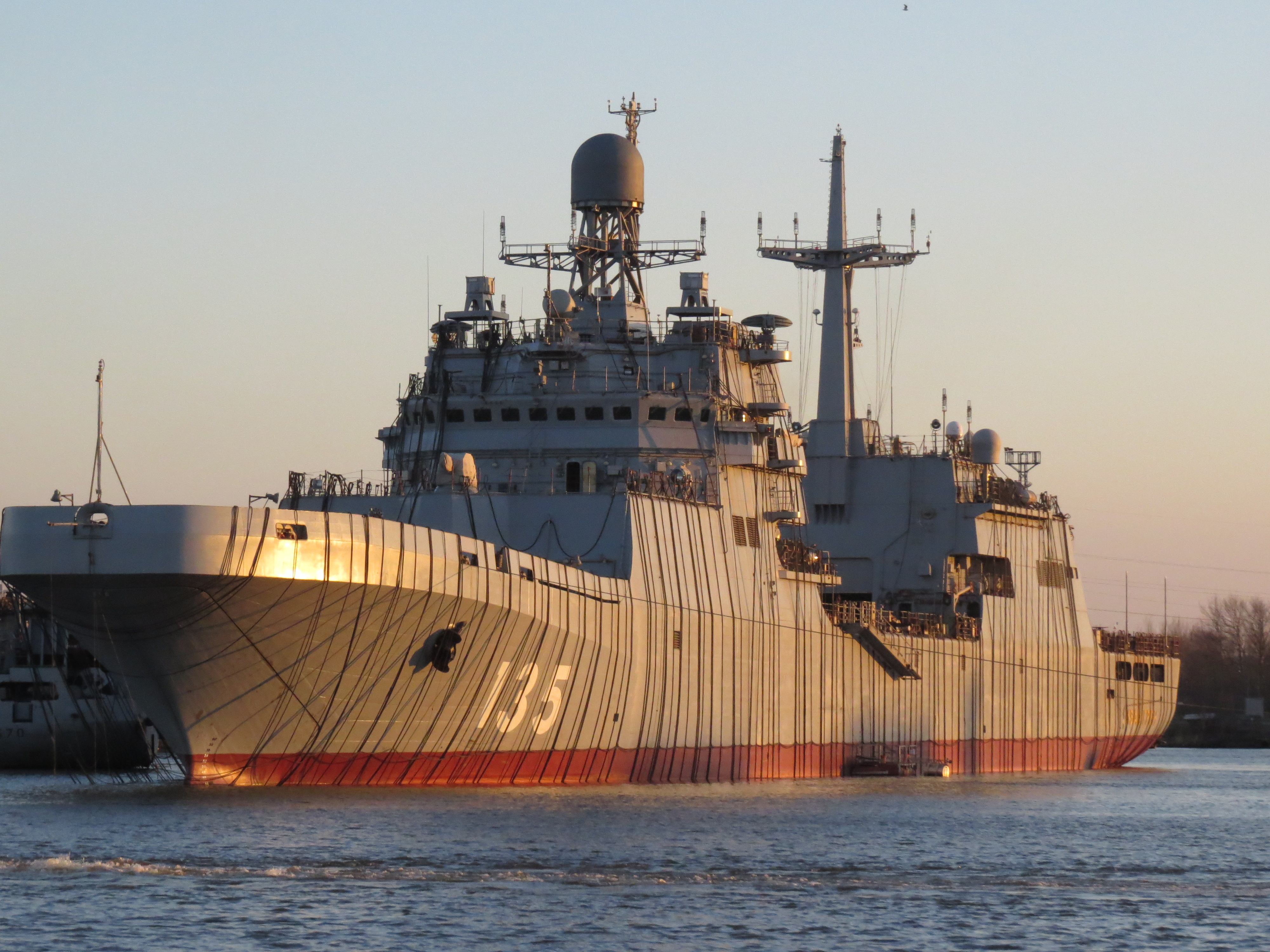
Ivan Gren (135)

Trup a nástavby jsou postaveny z oceli. Pro manipulaci s vozidly a nákladem slouží příďová a záďová rampa. Plavidlo unese 300-380 vojáků a až 1500 tun dalšího nákladu včetně 36 obrněných vozidel, nebo 13 tanků. Na zádi se nachází přistávací plocha a hangár až dva vrtulníky Kamov Ka-29. Operovat z nich mohou rovněž bitevní vrtulníky Kamov Ka-52K. Plánovanou výzbroj tvoří 100mm kanón A-190 ve věži na přídi (starší prameny uváděly slabší 76mm kanón AK-176), dva 30mm kanónové komplety AK-630M a dva čtyřicetinásobné 122mm raketomety A-215 pro neřízené střely MS-73 Grad-M. Pohonný systém tvoří čtyři diesely 10D49. Nejvyšší rychlost dosahuje 18 uzlů. Plavidlo má autonomii 30 dní.

### Druhá série (Vasilij TrušinaVladimir Andrejev)
Oproti předcházející třídě Ivan Gren je tato třída výrazně větší, s výtlakem 7000 tun. Odlišně jsou tvarovány nástavby. Obrannou výzbroj tvoří jeden komplet AK-630M-2 a dva AK-630M s 30mm kanóny. Palubní hangáry pojmou až čtyři vrtulníky, přičemž z přistávací plochy na zádi mohou operovat dva najednou. Mezi provozované typy patří víceúčelové Kamov Ka-27, Kamov Ka-29 a bitevní vrtulníky Kamov Ka-52K. Instalován je výkonnější pohonný systém, tvořený čtyřmi diesely 16D49 o výkonu 9000 kW. Nejvyšší rychlost je 18 uzlů. Dosah je 5000 námořních mil při rychlosti 14 uzlů.